# Carlos Martinez Architekten

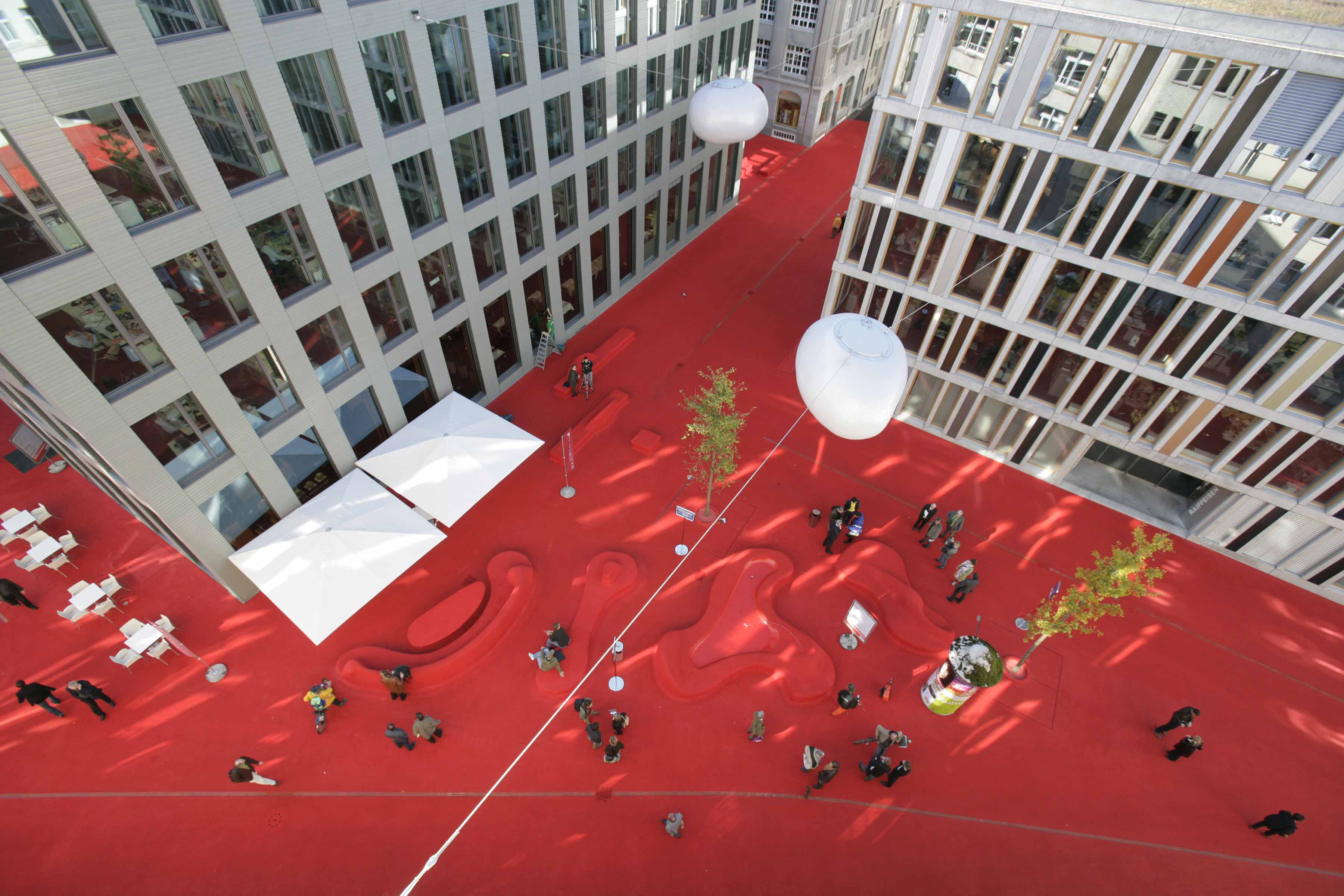
Die Stadtlounge in St. Gallen fasst das ehemalige zerklüftete Bleicheli-Quartier zu einem homogenen ganzen zusammen.

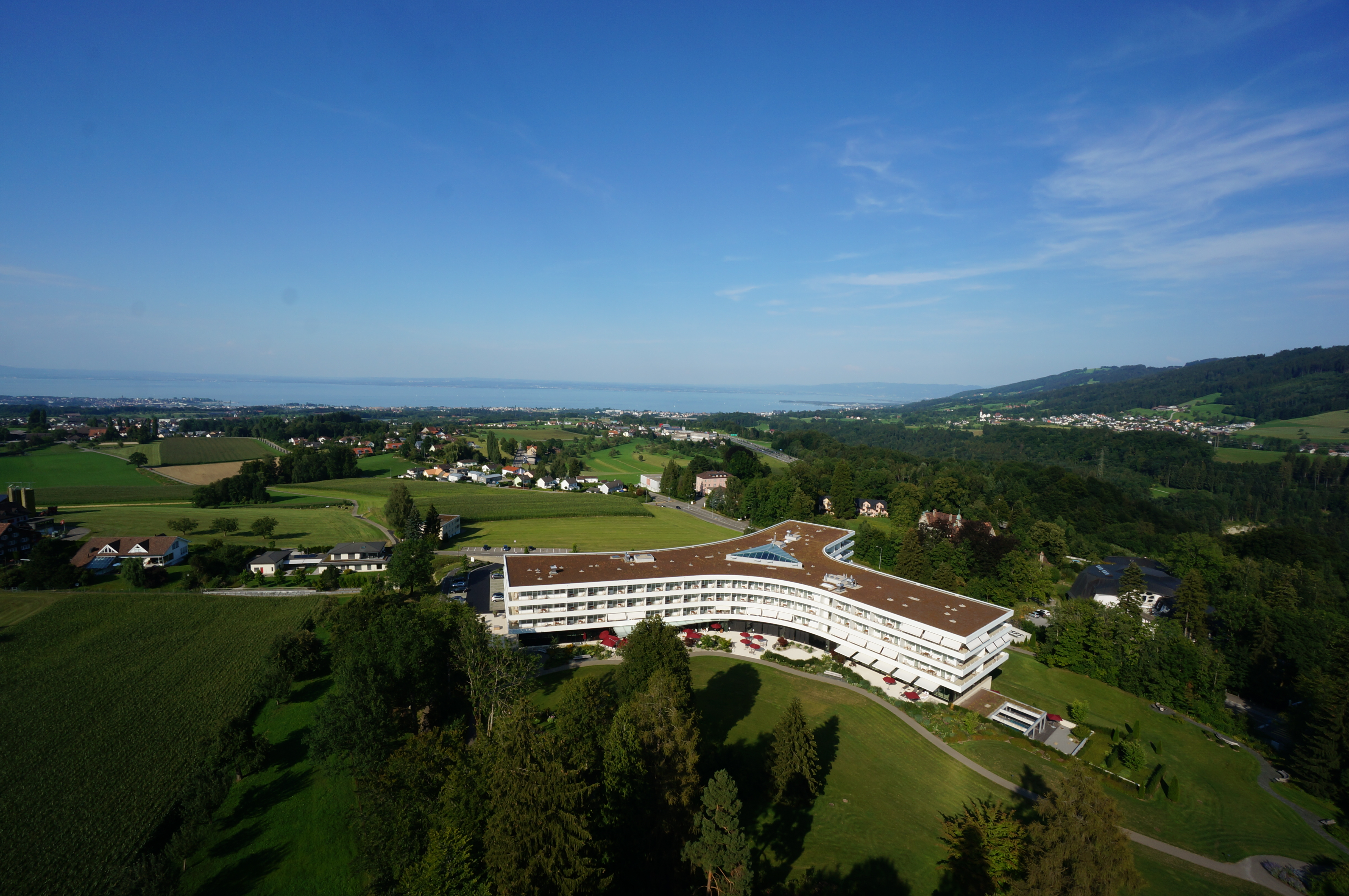
Das Kurhaus Oberwaid greift das Taukreuz auf und würdigt das langjährige Engagement der Baldegger-Schwestern, die das Kurhaus vor dem Neubau geführt hatten.

Carlos Martinez Architekten ist ein vorwiegend schweizweit sowie international tätiges Architekturbüro mit Sitz in Berneck und Rorschach.

## Geschichte
Carlos Martinez Architekten wurde 1993 in Widnau – damals noch unter dem Namen Koeppel Martinez – gegründet. Seit 2003 wird das Büro von Carlos Martinez unter seinem Namen weitergeführt. 2009 verlagerte das Atelier seinen Sitz nach Berneck. Zwei Jahre später wurde das Büro um eine weitere Niederlassung in Rorschach erweitert.
Seit seiner Gründung realisierte das Büro über 100 Projekte. Der Fokus liegt auf Wohnungsbau, Hotelbau, Stadtreparaturen sowie Ausstellungs- und Corporate Architektur. Zu den bekanntesten Projekten zählen die Stadtlounge St. Gallen (gemeinsam mit Pipilotti Rist), das Hotel Säntispark der Genossenschaft Migros Ostschweiz, das Kurhaus Oberwaid, die Secli Weinwelt sowie das NAVE Schlafhaus.
Carlos Martinez wurde 1967 in Widnau geboren. Nach seiner Ausbildung als Hochbauzeichner studierte er von 1988 bis 1992 Architektur am Abendtechnikum St. Gallen, das er erfolgreich abschloss. Seit 1993 ist er Mitglied im Schweizerischen Werkbund und seit 2002 Experte für Architektur der Eidgenössischen Kunstkommission. 2007 war er als Gastprofessor am Lehrstuhl für Stadtentwicklung der Technischen Universität München tätig.

## Realisierte Projekte (Auswahl)
- Sparta, Widnau/CH, 1993
- Siedlung Prosa, Au/CH, 1994
- NAVE Schlafhaus, Bregenz/A und Asturien/E, 1997
- AUA Extrema Neuchâtel/CH, 2002
- Stadtlounge, St. Gallen/CH, 2005
- Baumann Küchen, Berneck/CH, 2008
- Bühler Kundenzentrum, Uzwil/CH, 2008
- Hypo Bank, St. Gallen/CH, 2008
- Nahrin/Jüstrich Cosmetics AG, Berneck/CH, 2010
- Generator Berneck/CH, 2010
- EFH Open House, Untereggen/CH, 2011
- Oberwaid – Das Hotel. Die Klinik., Mörschwil/CH, 2012
- Erweiterung Hotel Säntispark, Abtwil/CH, 2014
- Secli Weinwelt, Buchs/CH, 2015
- Schützenwiese, Kriessern/CH, 2015
- Headquarters Sonnenbau, Diepoldsau/CH, 2015
- Klinik Bellavista, Speicher/CH, 2016
- Abitar, Kreuzlingen/CH, 2017
- Hotel Revier, Lenzerheide/CH, 2017
- Wohnüberbauung Widnauerstrasse, Heerbrugg/CH, 2018
- Haus des Weins, Berneck/CH, 2018
- Bühler Innovation Campus CUBIC, Uzwil/CH, 2019
- Bühler Application Center, Uzwil/CH, 2019
- Raiffeisenbank, Oberriet/CH, 2019

## Laufende Projekte (Auswahl)
- Sinopec, Peking/CHN, geplante Fertigstellung 2019
- Wohnüberbauung Menzi Park, Widnau/CH, geplante Fertigstellung 2019
- Rehaklinik Zihlschlacht/CH, geplante Fertigstellung 2020
- Knies Kinderzoo, Rapperswil/CH, Fertigstellung 2020
- MFH LUMINA, Berneck/CH, Fertigstellung 2020
- MFH Wohnen am Rosenberg, St. Gallen/CH, geplante Fertigstellung 2020
- Geserhus, Rebstein/CH, geplante Fertigstellung 2021

## Wettbewerbserfolge (1. Rang)
- Wohnhaus für Kunstsammler, Zürich/CH, gemeinsam mit Pipilotti Rist, 1999
- Stadtlounge, St. Gallen/CH, gemeinsam mit Pipilotti Rist, 2004
- Erweiterung Hotel Metropol und Migros, Arbon/CH, gemeinsam mit bb architekten, 2005
- Bühler Kundenzentrum, Uzwil/CH, 2007
- Vispa, Kopenhagen/DK, 2008
- Nahrin/Jüstrich Cosmetics AG, Berneck/CH, 2008
- Baumann AG, Berneck/CH, 2008
- Erweiterung Hotel Säntispark, Abtwil/CH, 2010
- Schützenwiese, Kriessern/CH, 2010
- Hotel Revier, Lenzerheide/CH, 2015
- Haus des Weins, Berneck/CH, 2015
- Schulhaus Ebenholz, Vaduz/FL, gemeinsam mit Alex Buob, 2016

## Auszeichnungen
- Gutes Bauen in der Ostschweiz: Wohn- und Bürohaus SoHo, 1995
- AIT Murjahn Medaille: Stadtlounge, lobende Erwähnung, 2006
- Best Architects 11: Stadtlounge, 2010
- Contractworld.award: Bühler Kundenzentrum, 2011
- Best Architects 14: Kurhaus Oberwaid, 2013[1]
- Award für Marketing & Architektur: Stadtlounge, Gesamtsieger, 2014
- IF communication design award: Stadtlounge, Kategorie Innenarchitektur, 2014[2]
- A'Design Award: Secli Weinwelt, Kategorie Interior Space and Exhibition Design, 2017
- A'Design Award: Stadtlounge, Kategorie Street Furniture Design, 2017
- ICONIC Awards: Kurhaus Oberwaid, Kategorie Architektur, 2017
- ICONIC Awards: Stadtlounge St. Gallen, Kategorie Architektur, 2017
- ICONIC Awards: Haus des Weins Berneck, Kategorie Innovative Architektur, 2019